# Phyllomacromia monoceros
Phyllomacromia monoceros là một loài chuồn chuồn ngô thuộc họ Corduliidae. Nó được tìm thấy ở Cộng hòa Dân chủ Congo, Kenya, Malawi, Mozambique, Somalia, Nam Phi, Tanzania, Uganda, Zambia, Zimbabwe, có thể Burundi, và có thể Sierra Leone. Các môi trường sống tự nhiên của chúng là các khu rừng ẩm ướt đất thấp nhiệt đới hoặc cận nhiệt đới, vùng đất có cây bụi nhiệt đới hoặc cận nhiệt đới, vùng cây bụi ẩm khu vực nhiệt đới hoặc cận nhiệt đới, vùng cây bụi nhiệt đới hoặc cận nhiệt đới vùng đất cao, và sông.